# Lara Wolters
Lara Wolters (ur. 12 kwietnia 1986 w Amsterdamie) – holenderska polityk, posłanka do Parlamentu Europejskiego IX i X kadencji.

## Życiorys
Kształciła się na University College London. Działaczka Partii Pracy, była etatowym pracownikiem tego ugrupowania. Zatrudniona m.in. w delegacji PvdA w Europarlamencie i we frakcji Postępowego Sojuszu Socjalistów i Demokratów. W maju 2019 kandydowała na eurodeputowaną. Mandat posłanki do PE IX kadencji objęła w lipcu 2019, zastępując Fransa Timmermansa (który faktycznie nie przystąpił do jego wykonywania). W wyborach w 2024 z powodzeniem ubiegała się o reelekcję.